# 중앙중학교 (서울)
중앙중학교(中央中學校)는 대한민국 서울특별시 종로구 계동에 있는 사립 중학교이다.

## 학교 연혁
- 1908년 6월 1일 : 기호홍학회에 의하여 창립
- 1910년 9월 11일 : 유길준이 조직한 흥사단에서 경영하던 사립 융희학교와 합침
- 1910년 11월 22일 : 기호학회가 호남, 교남, 서북, 관동 등 여러 학회와 합병하여 중앙학회가 되자 교명도 중앙학교로 개칭
- 1929년 2월 19일 : 재단법인 중앙학원을 설립
- 1938년 4월 1일 : 조선교육령의 개정에 의하여 학칙을 변경하고 중앙중학교로 개칭
- 1946년 9월 2일 : 조선임시정부의 교육령으로 6년제 중학교가 됨
- 1950년 4월 30일 : 대한교육법에 의하여 3년제 중학교가 됨
- 1964년 8월 25일 : 학교법인 조직변경에 의하여 학교법인 고려중앙학원이라 개칭
- 1999년 3월 5일 : 학교법인 고려중앙학원 김병관 이사장 취임
- 2002년 3월 1일 : 신축교사 준공, 남녀공학으로 전환
- 2012년 5월 24일 : 제15대 김재호 이사장 취임
- 2020년 3월 1일 : 제12대 최용석 교장 취임
- 2022년 2월 3일 : 제114회 65명 졸업

## 참고 자료
- 중앙중학교 - 한국교육학술정보원 학교알리미